# OpenClonk
OpenClonk ist ein freies und quelloffenes Geschicklichkeitsspiel, Actionspiel, Aufbauspiel und Jump ’n’ Run, das auf dem veröffentlichten Quelltext der Clonk-Serie basiert.

## Geschichte
RedWolf Design veröffentlichte den Quelltext unter der ISC-Lizenz. Die Spieldateien wurden unter CC BY Konditionen veröffentlicht. Anlässlich der Freigabe bildete sich das unabhängige Software-Projekt OpenClonk um das Spiel weiterzuentwickeln.

## Rezeption
Die Karten seien durchweg intelligent und abwechslungsreich gestaltet. Mit den Clonk Development Tools for Eclipse lassen sich eigene erstellen. Das Spiel erinnere an Worms, sei jedoch stärker ein Jump ’n’ Run. Die Grafik sei veraltet und nur noch zweckmäßig. Die Steuerung benötige eine gewisse Lernkurve. Eine zusammenhängende Hintergrundgeschichte fehle. Es sei schwierig, Mitspieler zu finden. Das Spiel sei turbulent dank der flotten Arena-Kämpfe. Die Spielakteure seien ähnlich wuselig wie Die Siedler.